# Rozkaz nr 1 Rady Piotrogrodzkiej

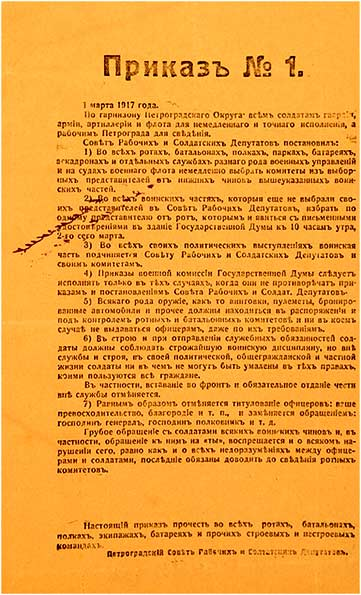
Oryginalny dokument Rozkazu

Rozkaz nr 1 Rządu Rady Piotrogrodzkiej (ros. Приказ № 1 Петроградского совета) – został wydany 1 marca?/14 marca 1917 w trakcie rewolucji lutowej (jeszcze przed abdykacją Mikołaja II, która nastąpiła dzień później) przez Piotrogrodzką Radę Delegatów Robotniczych i Żołnierskich. 
Minister wojny Rządu Tymczasowego Aleksandr Guczkow krytykował ex post ten rozkaz w swoich emigracyjnych wspomnieniach, ale nie przeciwstawił się mu ani nie zakwestionował jego prawomocności.
Rozkaz zawierał 7 punktów. 1 nakazywał wybranie komitetów żołnierskich we wszystkich oddziałach garnizonu piotrogrodzkiego, 2 wzywał komitety do wybrania przedstawicieli do Rady. Punkt 3 głosił We wszystkich swoich wystąpieniach politycznych jednostka wojskowa podporządkowana jest Radzie Delegatów Robotniczych i Żołnierskich oraz swemu komitetowi. Punkt 4 dozwalał wykonywać rozkazy komisji wojskowej Dumy tylko wtedy, gdy były zgodne z rozkazami Rady. Punkt 5 zakazywał wydawania broni oficerom, miała ona się znajdować w dyspozycji komitetu. Punkt 6 głosił przy wykonywaniu obowiązków służbowych żołnierze powinni przestrzegać najsurowszej dyscypliny, lecz poza służbą w swoim politycznym, społecznym i prywatnym życiu są zrównani z innymi obywatelami. W szczególności stawanie na baczność i oddawanie honorów poza służbą jest zniesione. Punkt 7 znosił tytułowanie oficerów dotychczasowymi tytułami typu ваше благородие ("wasza miłość") i zastępował je nazwami takimi jak pan generał czy pan pułkownik. Zabronione zostało grubiańskie traktowanie żołnierzy, zwłaszcza mówienie do nich per ty, o wszelkich naruszeniach nakazano meldować do właściwego komitetu. 
Rozkaz dotyczył wyłącznie garnizonu stołecznego (co podkreślał rozkaz nr 2 wydany przez Radę  5/18 marca), lecz kolportowano go również w innych jednostkach wojskowych, co przyczyniło się do upadku dyscypliny w rosyjskich siłach zbrojnych.